# Jonas Grof
Jonas Georg Grof (Herdecke, 3 maggio 1996) è un cestista tedesco.